# Ayuntamiento de Vaduz

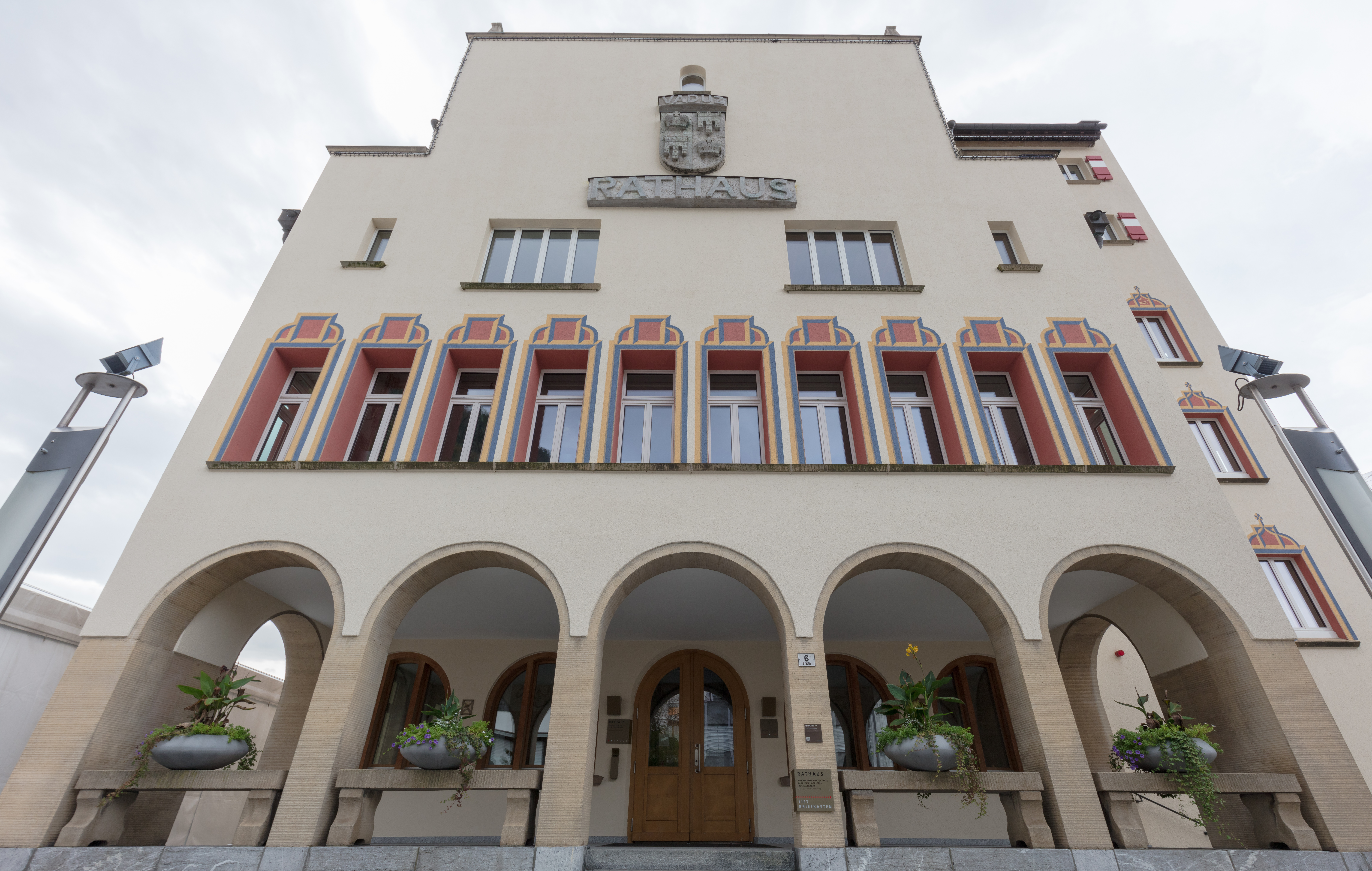
Fachada.

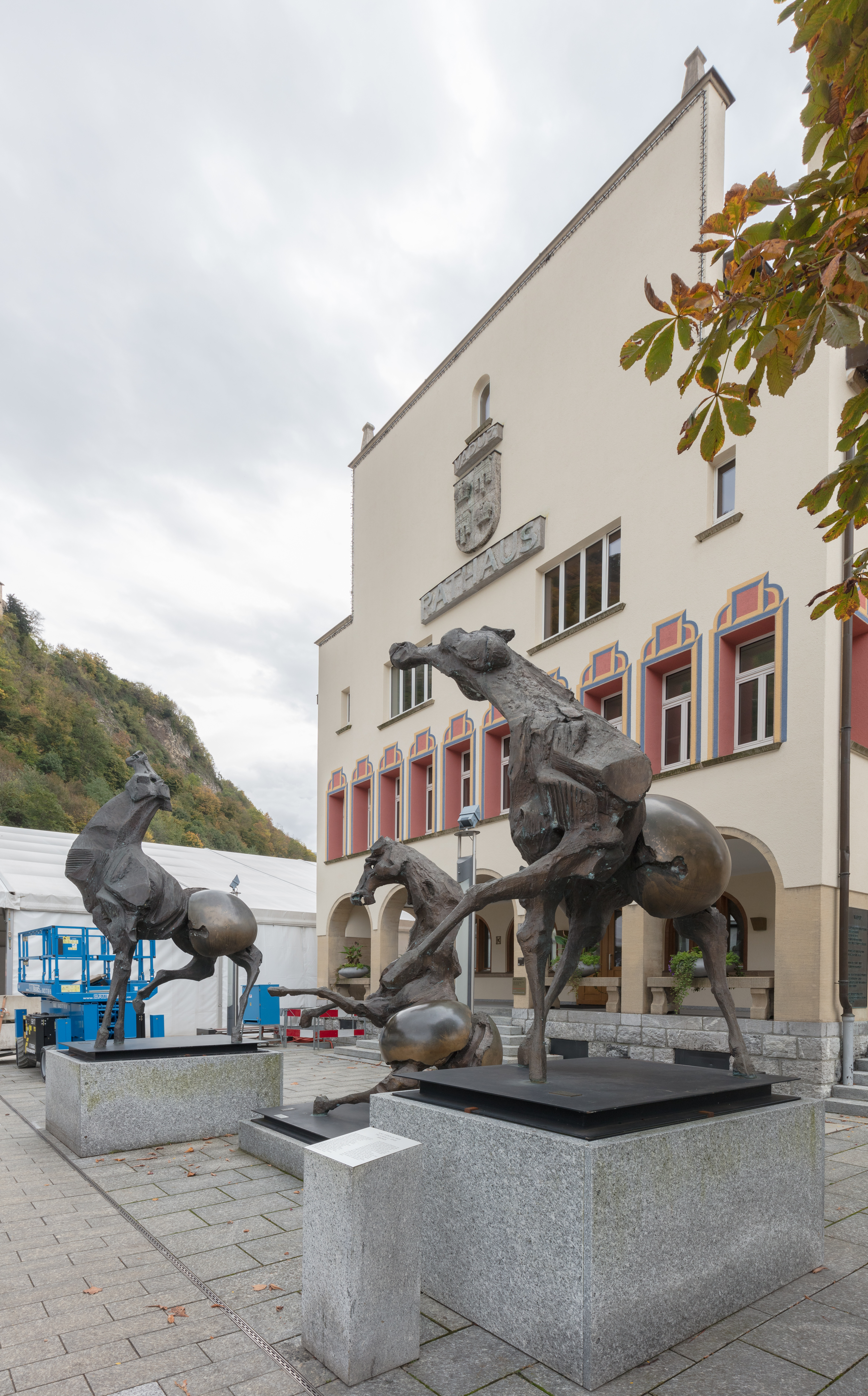
Fachada y esculturas frente al ayuntamiento.

El ayuntamiento de Vaduz, capital de Liechtenstein, fue construido en 1932 y 1933 según los planos de Franz Roeckle. El edificio, que sigue el modelo de una ciudad medieval, ha sido desde entonces el lugar de reunión del consejo municipal.

## Historia del edificio
En 1931, el municipio de Vaduz decidió construir una nueva casa consistorial. Para ello, se convocó un concurso en el que participaron varios arquitectos con sus propias propuestas de proyectos. En febrero de 1932, el arquitecto de Liechtenstein Franz Roeckle recibió finalmente la orden de planificación -después de varias revisiones- y en septiembre del mismo año el consejo municipal de Vaduz también aprobó los planos.
El ayuntamiento se inauguró el 19 de noviembre de 1933. El coste de construcción ascendió a casi tres veces los ingresos totales del municipio durante el año, por lo que el consejo municipal decidió alquilar partes del edificio. En 1984, el último contrato de alquiler, con el Liechtensteinische Landesbank, que había utilizado partes del ayuntamiento como oficina de cambio, finalmente se rescindió, por lo que el ayuntamiento solo se ha utilizado para fines comunitarios desde entonces.

## Descripción
El ayuntamiento es de planta rectangular con torre adosada. Los numerosos elementos arquitectónicos del edificio recuerdan el apogeo del urbanismo alemán medieval.
El edificio se completa con una cubierta a dos aguas y dos cubiertas a dos aguas más bajas, así como con dos aguas escalonadas de un solo escalón al este y al oeste.

### Escudo municipal
En la fachada este se encuentra adosado el escudo municipal tallado en piedra y realizado en 1983. Un escudo de armas creado en 1932 y donado por el príncipe fue trasladado desde la antigua ubicación a la fachada noroeste del ayuntamiento en la década de los años 1980.
El lado sureste del ayuntamiento está decorado con un fresco de 1937 adjunto al área del balcón. Muestra a San Urbano -patrón de los viticultores- sosteniendo en sus manos las puntas de una vid, que parecen crecer hacia él a los lados de la puerta del balcón. La presentación ilustra la aún gran tradición de la viticultura en Vaduz. Erróneamente, San Urbano fue representado como el Papa.

## Plaza del ayuntamiento
La plaza del ayuntamiento se encuentra al sureste del ayuntamiento. En 2017, la plaza se renovó totalmente: el suelo de plástico rojo que lleva instalado desde 2006 fue sustituido por un revestimiento ocre. La plaza del ayuntamiento se utiliza para diversos eventos, como por ejemplo para mercados o eventos deportivos.